# Interimstheater Prag

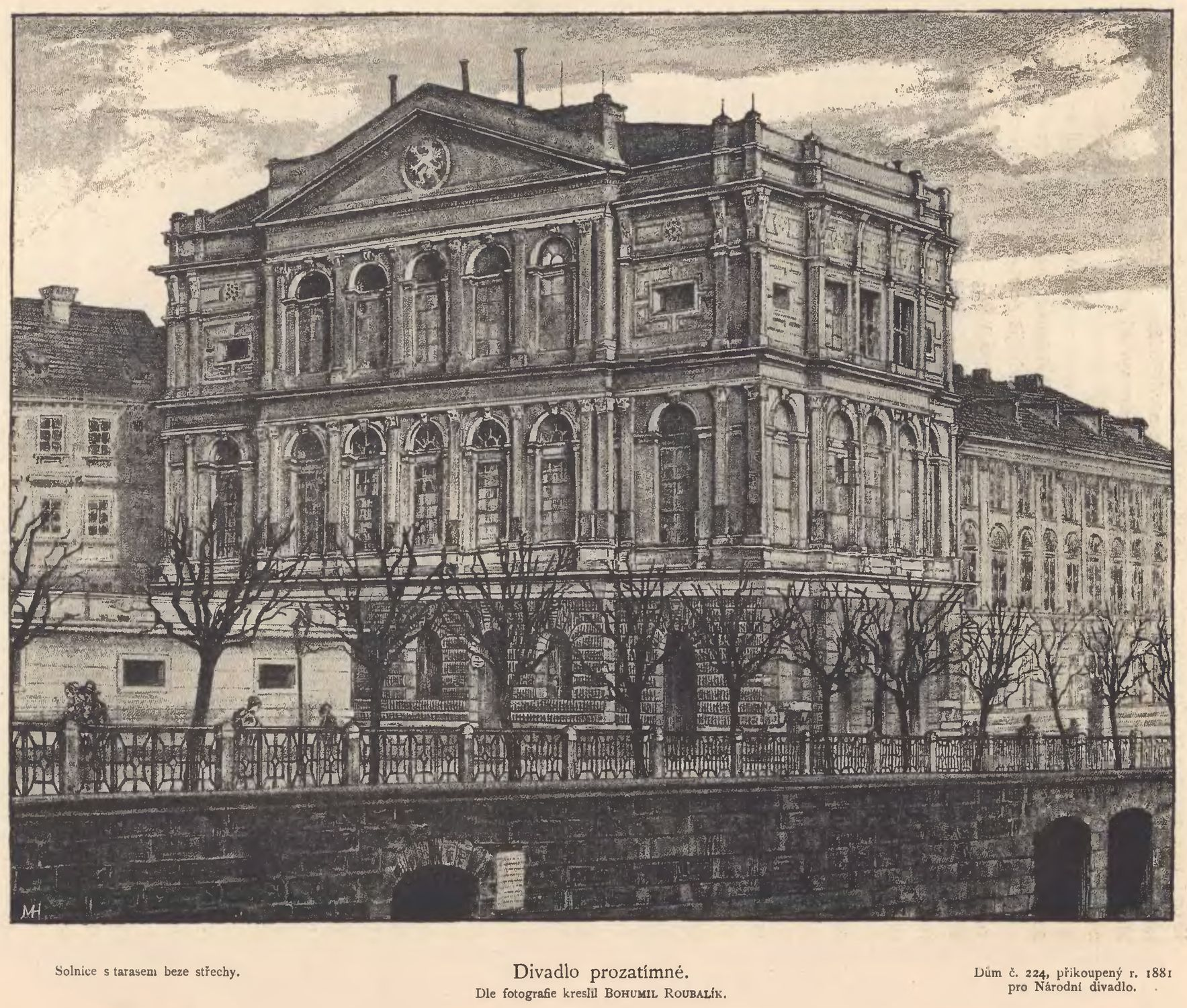
Bohumil Roubalík: Prozatímné Divadlo

Das Prager Interimstheater (tschechisch Prozatimní divadlo) wurde 1862 als provisorisches Theater für tschechische Dramen und Opern errichtet, bis ein dauerhaftes Nationaltheater Prag erbaut werden konnte.
Das Interimstheater wurde von dem Architekten Ignaz Ullmann im Stil der Neorenaissance erbaut. Es wurde am 18. November 1862 eingeweiht und war 20 Jahre lang in Betrieb, wobei dort rund 5000 Veranstaltungen abgehalten wurden. Zwischen 1866 und 1876 wurden im Theater vier Opern von Bedřich Smetana uraufgeführt, darunter Die verkaufte Braut, außerdem wurden hier auch frühe Werke Antonín Dvořáks gegeben.
Das Gebäude des provisorischen Interimstheaters wurde schließlich in die Struktur des Nationaltheaters integriert, das am 11. Juni 1881 seine Pforten öffnete, jedoch am 13. August desselben Jahres bereits ein Raub der Flammen wurde und erst dann durch das noch heute bestehende Bauwerk ersetzt ward.
Zusätzlich zum Interimstheater gab es auch das Neue Tschechische Theater, das aber nur im Sommer genutzt wurde.
Das Interimstheater ist nicht zu verwechseln mit dem Neustädter Theater in Prag.